# Matthias Heep
Matthias Heep (* 1965 in Wiesbaden) ist ein Schweizer Komponist, Chorleiter und Arrangeur.

## Leben und Wirken
Matthias Heep studierte Musikwissenschaft und Germanistik an der Universität Heidelberg und schloss als Magister Artium ab. Anschliessend studierte er an der Musik-Akademie der Stadt Basel bei Detlev Müller-Siemens und Rudolf Kelterborn Komposition und Musiktheorie und bei Hans-Martin Linde Chorleitung. Von 1996 bis 2010 war er in der Abteilung Jazz der Hochschule für Musik Basel Dozent für klassischen Tonsatz.
Matthias Heep ist als freier Komponist und Chorleiter tätig. Er leitet unter anderem seit 1996 die Kantorei Allschwil, seit 1997 den Chäller Chörli Liestal, seit 1999 den Chor der Universität Bern, die Choralschola Möhlin und den Theaterchor Winterthur.
Er arbeitet mit mehreren Ensembles zusammen, so den Basler Madrigalisten, dem Ensemble «SoloVoices» und seit 2002 mit einem Ensemble, das in der Elisabethenkirche Basel die «Mondnachtkonzerte» veranstaltet. Unter seiner Leitung steht das Projekt «Canto Sem Fronteiras», mit dem die Zusammenarbeit von Musikern und Chören aus Brasilien und der Schweiz gefördert wird.

## Werke
- 2001: Der falsche Tod, Oper, Libretto Lukas Holliger,[8] komponiert im Rahmen des Europäischen Musikmonats Basel mit Schülern[9]
- 2001: Ergänzungen zum Fragment der Markuspassion von Johann Sebastian Bach,[10] acht in sich geschlossene Sätze für Soli, Chor und modernes Orchester[11]
- 2002: Fallschirmseide, Kammeroper für drei Frauenstimmen und Ensemble, das auf dem Liederzyklus Frauenliebe und -leben von Robert Schumann basiert, Libretto Barbara Tacchini[12]
- 2003: Kein blasser Schimmer, Musiktheater für Sehende und Nichtsehende, Libretto Norbert Ebel[13]
- 2004: La machine rêve zur Ehrung von Jean Tinguely, Libretto Salomé Im Hof, UA im Museum Tinguely im Rahmen des Basler Musikfestivals «les muséiques»[14]
- 2006–2008: Rappresentazioni, Zyklus für Vokalsolisten und Kammerensemble (drei Teile), der dritte Teil ist dem Basler Ensemble «SoloVoices» gewidmet[15]
- 2007: Träumer, Jugendoper, Libretto Tim Staffel[16]
- 2011: mit Mahmoud Turkmani: L’Orient n’existe pas, Traumspiel für arabisches Ensemble, Soli, Chor und Orchester[17]
- 2012: Im Herr Miller si Reis ins Morgeland (Herr Müller reist ins Morgenland), Life-Comic-Oper[18]
- 2013: Momo, Musiktheater, nach dem Roman von Michael Ende,[19] Uraufführung mit Jeanne Seguin[20] und Kristi Anna Isene[21]
- 2017: Quatrains Valaisans für Alphorn und gemischten Chor, nach Gedichten von Rainer Maria Rilke, komponiert mit dem Singchor Basel[22]

Weiterhin komponiert er Schauspielmusik, Kammermusik mit unterschiedlichen Besetzungen, Werke für Streichorchester, Lieder mit Ensemblebegleitung und Motetten für A-cappella-Chor.

## Diskografie
- 2006: Between two worlds von Adrian Mears, Matthias Heep als Dirigent des Chores der Universität Bern. Mears Music, Schopfheim, DNB 360219713.

## Veröffentlichungen
- Canzona d-Moll (BWV 588). Bearbeitung für Blasorchester von Matthias Heep. HeBu, Kraichtal-Münzesheim 1994, DNB 35116779X.
- Ahistorizität versus Geschichtsbewusstsein? Erinnerungen an das Chorleitungsstudium bei Hans-Martin Linde. In: Dagmar Wilgo (Hrsg.): Klangfarbe und Farbklang. Festschrift zum 85. Geburtstag von Hans-Martin Linde. Dohr, Köln 2015, ISBN 978-3-86846-130-5, S. 31–35.